# Fusivoluta clarkei
Fusivoluta clarkei is een slakkensoort uit de familie van de Volutidae. De wetenschappelijke naam van de soort is voor het eerst geldig gepubliceerd in 1969 door Rehder.